# Copa del Rey 1916
Die Copa del Rey 1916 war die 14. Austragung des spanischen Fußballpokals.
Der Wettbewerb startete am 26. März und endete mit dem Finale am 7. Mai 1916 im Camp del Carrer Indústria in Barcelona. Titelverteidiger des Pokalwettbewerbes war Athletic Bilbao. Den Titel gewann erneut Athletic Bilbao durch einen 4:0-Erfolg im Finale gegen den Madrid FC.

## Teilnehmer
| Regionalbewerb         | Meister                |
| ---------------------- | ---------------------- |
| Andalusien             | Español FC             |
| Galicien               | Real Club Fortuna Vigo |
| Campionat de Catalunya | FC Barcelona           |
| Campeonato Centro      | Madrid FC              |
| Region Nord            | Athletic Bilbao        |

Español FC und RC Fortuna Vigo nahmen nicht am Wettbewerb teil. Konnten die im Halbfinale aufeinandertreffenden Mannschaften jeweils eines der Spiele gewinnen, wurde nicht das Torverhältnis zur Bestimmung des Siegers herangezogen, sondern ein Entscheidungsspiel ausgetragen.

## Halbfinale
Das Hinspiel wurde am 26. März, das Rückspiel am 2. April 1916 ausgetragen.
|                 |  |           | Hinspiel | Rückspiel |
| --------------- |  | --------- | -------- | --------- |
| FC Barcelona    |  | Madrid FC | 2:1      | 1:4       |
| Athletic Bilbao |  | Freilos   |          |           |

Entscheidungsspiele
Beide Spiele wurden am 13. und am 15. April im Estadio de O’Donnell in Madrid ausgetragen. In der zweiten Begegnung verließ der FC Barcelona sieben Minuten vor Ende der Verlängerung aus Protest das Spiel.
|           | Ergebnis  |              |
| --------- | --------- | ------------ |
| Madrid FC | 6:6 n. V. | FC Barcelona |
| Madrid FC | 4:2 n. V. | FC Barcelona |

## Finale
| Athletic Bilbao                                                   | Athletic Bilbao | Madrid FC | Madrid FC |
| ----------------------------------------------------------------- | --- | --- | --------- |
| Athletic Bilbao                                                   | \| Endspiel \| \| 7. Mai 1916 um 16:00 Uhr in Barcelona (Camp del Carrer Indústria) \| \| Ergebnis: 4:0 (2:0) \| \| Zuschauer: 6.000 \| \| Schiedsrichter: Francisco Bru (Madrid) \| \| Spielbericht \|   | \| Endspiel \| \| 7. Mai 1916 um 16:00 Uhr in Barcelona (Camp del Carrer Indústria) \| \| Ergebnis: 4:0 (2:0) \| \| Zuschauer: 6.000 \| \| Schiedsrichter: Francisco Bru (Madrid) \| \| Spielbericht \| | Madrid FC |
| Athletic Bilbao                                                   | Cecilio Ibarreche – Luis María Solaun, Luis Hurtado – Esteban Eguía, Belauste, José Cabieces – Germán, Pichichi, Félix Zubizarreta, Luis Iceta , Domingo Gómez-Acedo Cheftrainer: Billy Barnes ( England) | Eduardo Teus – José Antonio Erice, Chefo – Eulogio Aranguren, René Petit, José María Castell – Gomar, Luis Belaunde, Santiago Bernabéu, Juan José Petit, Sotero Cheftrainer: Arthur Johnson ( Irland)   | Madrid FC |
| Athletic Bilbao                                                   | 1:0 Acedo (12.) 2:0 Zubizarreta (23.) 3:0 Zubizarreta (60.) 4:0 Zubizarreta (69.) | | Madrid FC |
| Endspiel                                                          | | |           |
| 7. Mai 1916 um 16:00 Uhr in Barcelona (Camp del Carrer Indústria) | | |           |
| Ergebnis: 4:0 (2:0)                                               | | |           |
| Zuschauer: 6.000                                                  | | |           |
| Schiedsrichter: Francisco Bru (Madrid)                            | | |           |
| Spielbericht                                                      | | |           |

Durch den klaren 4:0-Erfolg über den früheren Rekordsieger Madrid FC, der erstmals seit 1908 nach 8 Jahren wieder das Endspiel erreichte, gewann Athletic Bilbao den spanischen Pokal bereits zum dritten Mal in Folge, wodurch die damalige zweite Trophäe in den Besitz von Athletic überging. Insgesamt wurden sie zum siebten Mal spanischer Pokalsieger und bauten damit ihren Vorsprung als Rekordsieger vor dem schon länger nicht mehr glänzenden Madrid FC (4 Titel) aus.

## Siegermannschaft
(in Klammern sind die Spiele und Tore angegeben)
| 1.                | Athletic Bilbao |
| Logo von Athletic | - Tor: Cecilio Ibarreche (1/-) - Abwehr: Luis Hurtado (1/-), Luis María Solaun (1/-) - Mittelfeld: Belauste (1/-), José Cabieces (1/-), Esteban Eguía (1/-) - Sturm: Domingo Gómez-Acedo (1/1), Germán (1/-), Luis Iceta (1/-), Pichichi (1/-), Félix Zubizarreta (1/3) - Trainer: Billy Barnes |

## Torschützen
| Pl. | Nat.                                  | Spieler             | Verein          | Tore |
| --- | ------------------------------------- | ------------------- | --------------- | ---- |
| 1   | Spanier                               | Santiago Bernabéu   | Madrid FC       | 6    |
| 2   | Spanier                               | Vicente Martínez    | FC Barcelona    | 5    |
| 3   | Filippino (zur Zeit der US-Besetzung) | Paulino Alcántara   | FC Barcelona    | 4    |
| 4   | Spanier                               | Luis Belaunde       | Madrid FC       | 3    |
| 4   | Spanier                               | Félix Zubizarreta   | Athletic Bilbao | 3    |
| 6   | Franzose                              | René Petit          | Madrid FC       | 2    |
| 6   | Spanier                               | Sotero              | Madrid FC       | 2    |
| 8   | Spanier                               | Domingo Gómez-Acedo | Athletic Bilbao | 1    |
| 8   | Spanier                               | Gabriel Bau         | FC Barcelona    | 1    |
| 8   | Spanier                               | Mallorquí           | FC Barcelona    | 1    |
| 8   | Spanier                               | Zabala              | Madrid FC       | 1    |

Hinzu kommt ein Eigentor des FC Barcelona-Torhüters Brú.